# Ivan Manzoni
Don Ivan Manzoni (Dobrinj, otok Krk, 9. studenog 1899. – Luka, Dugi otok, 26. srpnja 1944.) bio je hrvatski katolički svećenik i mučenik. 

## Beatifikacija
Za don Ivana Manzonia (1899. – 1942.) i još 15 stradalih iz „mržnje prema vjeri” (lat. In odium fidei), Zadarska nadbiskupija pokrenula je postupak pred Dikasterijem za kauze svetaca. Među njima, uz don Ivana, još su devetorica svećenika i jedna redovnica:
1. Janez (Ivan) Kranjc (1914. – 1941.)
2. Ante Čotić (1894. – 1945.)
3. Mirko Didović (1886. – 1945.)
4. Ante Letinić (1899. – 1945.)
5. Srećko Lovretić (1911. – 1942.)
6. Ljubomir Magaš (1915. – 1943.)
7. Ante Adžija (1880. – 1944.)
8. Eugen Šutrin (1914. – 1945.)
9. Ivan Tičić (1908. – 1943.)
10. s. Agneza Petroša (1901. – 1943.)